# Ernst Fuchs (läkare)
Ernst Fuchs, född 14 juni 1851 i Kritzendorf, Niederösterreich, död 21 november 1930 i Wien, var en österrikisk oftalmolog, som 1881–85 var professor vid universitetet i Liège och därefter, till 1915, föreståndare för ögonkliniken i Wien. År 1887 grundade han tillsammans med Heinrich von Bamberger Wiener klinische Wochenschrift.  Han gav bland annat ut Lehrbuch der Augenheilkunde (1889).

## Biografi
Fuchs anses vara grundaren av ögats patologiska anatomi och skapat en samling av ögonsnitt. Dessutom lade han den histologiska grunden för kliniska diagnoser och utvecklade nya kirurgiska metoder.
År 1887 grundade han tillsammans med Heinrich von Bamberger Wiener klinische Wochenschrift.

## Utmärkelser och hedersbetygelser
Fuchs' plakett på Wiens universitets arkadgård är gjord av skulptören Josef Müllner. Fuchsgatan i Kritzendorf är namngiven efter honom. År 1886 antogs han som ledamot av den tyska vetenskapsakademien Leopoldina, sedan 1921 har han varit hedersmedborgare i staden Wien. Han blev hedersmedlem i Läkarförbundet i Wien 1927.
Följande är uppkallade efter honom:
- Fuchs syndrom I, speciell form av erytem exsudativum multiforme
- Fuchs syndrom II eller Fuchs endoteldystrofi
- Fuchs syndrom III eller Fuchs heterokrom iridocykolit

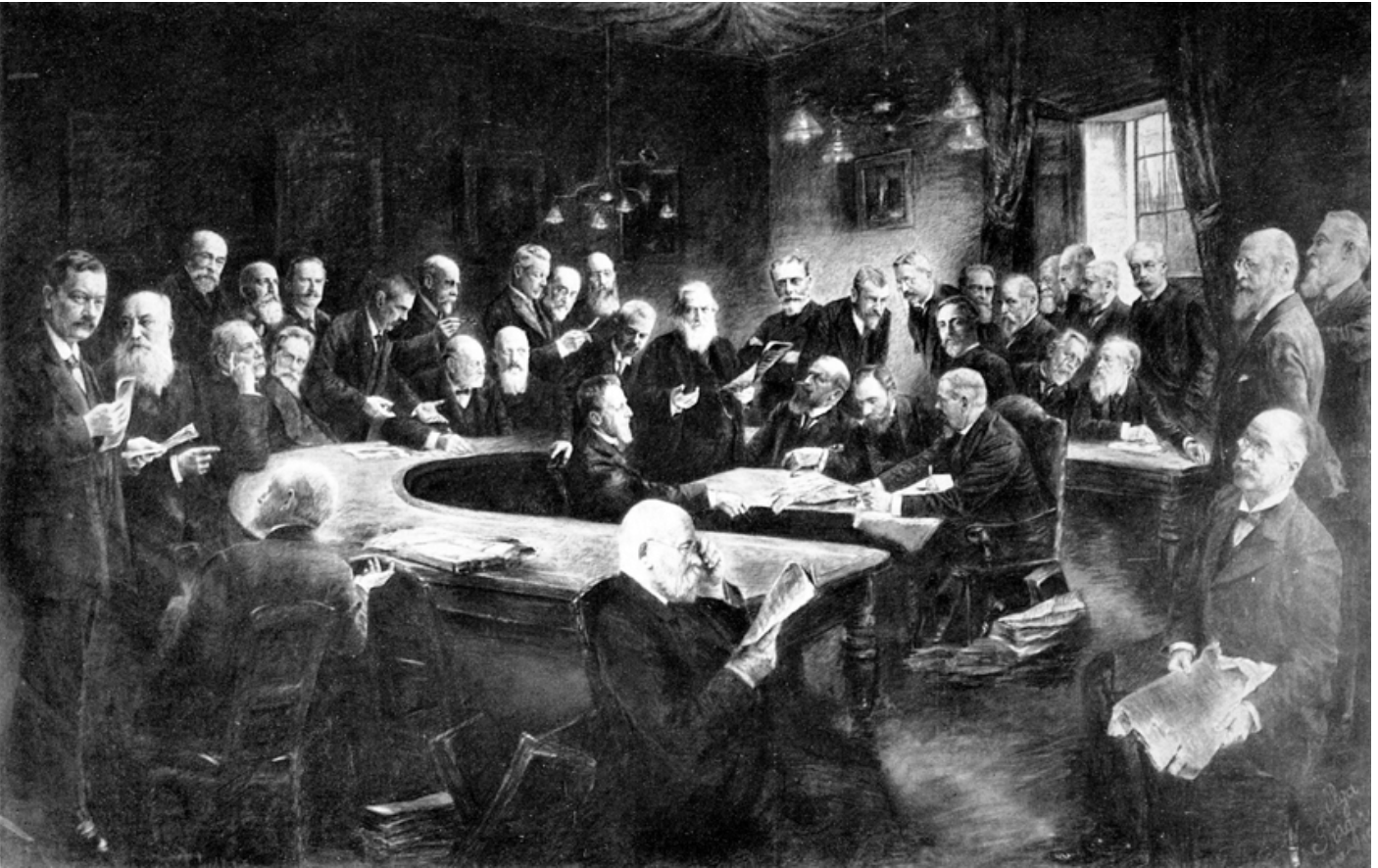
Professorskollegiet vid medicinska universitetet i Wien, kritteckning av Olga Prager, Wien 1908–1910. Vid dekanus vid den medicinska fakulteten vid Universitetet i Wien. Edmund von Neusser, Siegmund Exner-Ewarten, Isidor Schnabel, Ferdinand Hochstetter, Alfons Edler von Rosthorn, Anton Weichselbaum, Leopold Schrötter von Kristelli, Heinrich Obersteiner, Julius Wagner-Jauregg, Viktor von Ebner-Rofenstein, Carl Toldt, Gustav Riehl, Ottokar von Chiari, Anton von Frisch, Ernst Fuchs, Anton Freiherr von Eiselberg, Hans Horst Meyer, Ernst Ludwig, Rudolf Chrobak, Theodor Escherich, Alexander Kolisko, Julius von Hochenegg, Arthur Schattenfroh, Carl von Noorden, Emil Zuckerkandl, Richard Paltauf, Gustav Gärtner, Leopold Oser, Josef Moeller, Alois Monti, Julius Mauthner, Viktor Urbantschitsch, August Leopold von Reuss, Adolf von Strümpell, Ernest Finger, Adolf Lorenz, Friedrich Schauta

- Fuchs fläck